# Близенька
Близенька (пол. Blizianka) — село в Польщі, у гміні Небилець Стрижівського повіту Підкарпатського воєводства. Давнє українське село (до акції Вісла). Населення — 406 осіб (2011).

## Етнографія
Лінгвісти зараховували жителів разом з довколишніми селами до замішанців — проміжної групи між лемками і надсянцями.

## Історія
За даними податкового реєстру 1581 р. в селі було 11 кметів, 2 комірники, 5 комірників без худоби і 1 ремісник.
За даними Йосифинської метрики в 1785–1787 рр. в селі проживало 230 осіб, з них 205 греко-католиків, 12 римо-католиків і 13 юдеїв (облік осіб віком понад 9 років). Українці-грекокатолики села поступово зазнавали процесів латинізації та подальшої полонізації.
У 1899 р. проживало 560 осіб (281 греко-католик, 250 римо-католиків і 29 юдеїв).
У 1939 році в селі проживало 650 мешканців (160 українців, 440 поляків, 50 євреїв).
Після 2-ї світової війни село опинилось на теренах ПНР. Українське населення було виселено в СРСР у травні 1945 р. внаслідок укладення радянсько-польського договору і на понімецькі землі внаслідок операції «Вісла». Давня церква УГКЦ використовується як парафіяльний костел РКЦ.
У 1975-1998 роках село належало до Ряшівського воєводства.

## Демографія
Демографічна структура станом на 31 березня 2011 року:
|          | Загалом | Допрацездатний вік | Працездатний вік | Постпрацездатний вік |
| -------- | ------- | ------------------ | ---------------- | -------------------- |
| Чоловіки | 205     | 49                 | 135              | 21                   |
| Жінки    | 201     | 35                 | 105              | 61                   |
| Разом    | 406     | 84                 | 240              | 82                   |

- 1831 — 180 греко-католиків
- 1842 — 193 греко-католики
- 1843 — 190 греко-католиків
- 1849 — 183 греко-католики
- 1868 — 155 греко-католиків
- 1879 — 206 греко-католиків
- 1889 — 254 греко-католики
- 1899 — 281 греко-католик (також 250 римо-католиків і 29 юдеїв)
- 1908 — 294 греко-католики
- 1918 — 165 греко-католиків
- 1928 — 140 греко-католиків

## Парафія
Парафія ериґована (заснована) в 1630 р. Метричні книги велися з 1776 р.
У 1831 р. парафія належала до Дуклянського деканату, включала також села Гвоздянка, Малівка і містечко Небилець та налічувала 424 парафіян.
У 1842 р. парафія належала до Дуклянського деканату, включала також села Гвоздянка, Малівка, Баричка, Гвозниця Горішня, Солонка, Лецка і містечко Небилець та налічувала 454 парафіян.
З 1843 р. парафія належала до Короснянського деканату, включала ті ж села та налічувала 458 парафіян.
У 1849 р. парафія включала ті ж села та налічувала 419 парафіян.
У 1868 р. парафія включала містечко Небилець і села Гвоздянка, Малівка, Конечкова, Поломя, Баричка
і Явірник та налічувала 410 парафіян.
У 1879 р. парафія включала крім попередніх села Гвозниця Горішня і Гвозниця Долішня та налічувала 486 парафіян.
У 1889 р. парафія включала крім попередніх села Жарнова, Пстронгова і містечко Чудець та налічувала 583 парафіянина.
У 1899 р. парафія включала крім попередніх села Страшидлє і Солонка та налічувала 641 парафіянина.
У 1908 р. парафія налічувала 681 парафіянина.
У 1918 р. — 605 парафіян.
У 1928 р. — 468 парафіян.
В селі була парафіяльна дерев’яна церква Успіння Пресвятої Богородиці, збудована в 1865 р. взамін попередньої, парафія належала до Короснянського деканату.